# Herbaren I van der Lede
Herbaren I van der Lede (Latijn; Harbernus de Leda (Liethen)) (Langerak, 1140 - omstreeks 1200) was heer van Ter Leede.
Herbaren I was de stamvader van het huis Ter Leede. Hij werd als getuige genoemd bij een samenkomst van Hardbertus, bisschop van Utrecht in 1143; mogelijk ging het hier om de doping van Herbaren. In een Hollandse kroniek wordt hij beschreven als Harbernus de Liethen. Mogelijk gaat het over een vorm- of drukfout, want Liethen verwijst naar de oude benaming van Leiden. Onder zijn leiding werd mogelijk het Mottekasteel gebouwd, dat bij het recht van ter Leede stond (enkele kilometers ten zuiden van Leerbroek). Wordt genoemd als ambachtsheer van Haastrecht.
Herbaren huwde met Adelheid een dochter van Willem van Altena en zij kregen minstens twee zonen:
- Floris Herbaren van der Lede (1170-1207)
- Folpert van der Lede (1175-1212) (soms genoemd als Walpertus de Leda)